# Ньингчи
Ньингчи (тиб. ཉིང་ཁྲི་ས་ཁུལ་; вайли: nying-khri sa khul; кит. упр. 林芝, пиньинь Línzhī, палл. Линьчжи) — городской округ на юго-востоке Тибетского автономного района (запад Китая). Помимо реально входящих в состав городского округа территорий китайское правительство причисляет к нему восточную часть индийского штата Аруначал-Прадеш, что оспаривается Индией.
Правительство округа размещается на территории района Баи.

## География
По территории городского округа протекает река Брахмапутра (называемая в Тибете Цангпо) и её притоки: Ньянг-Чу, Ионг-Дзангбо, Ярлунг-Дзангбо и Дзаю-Чу.
На территории городского округа находятся вершина Намча Барва (7756 м) и каньон Ярлунг-Дзангбо, оба в уезде Медог, которые привлекают значительное количество туристов.

### Флора и фауна
Округ Ньингчи, особенно уезды Бово и Дзаю, обладают обширными лесными массивами. Встречаются гигантские кипарисы и ель шероховатая, в лесах обитают бенгальский тигр, леопард, медведь, малая панда, антилопа и ринопитеки.

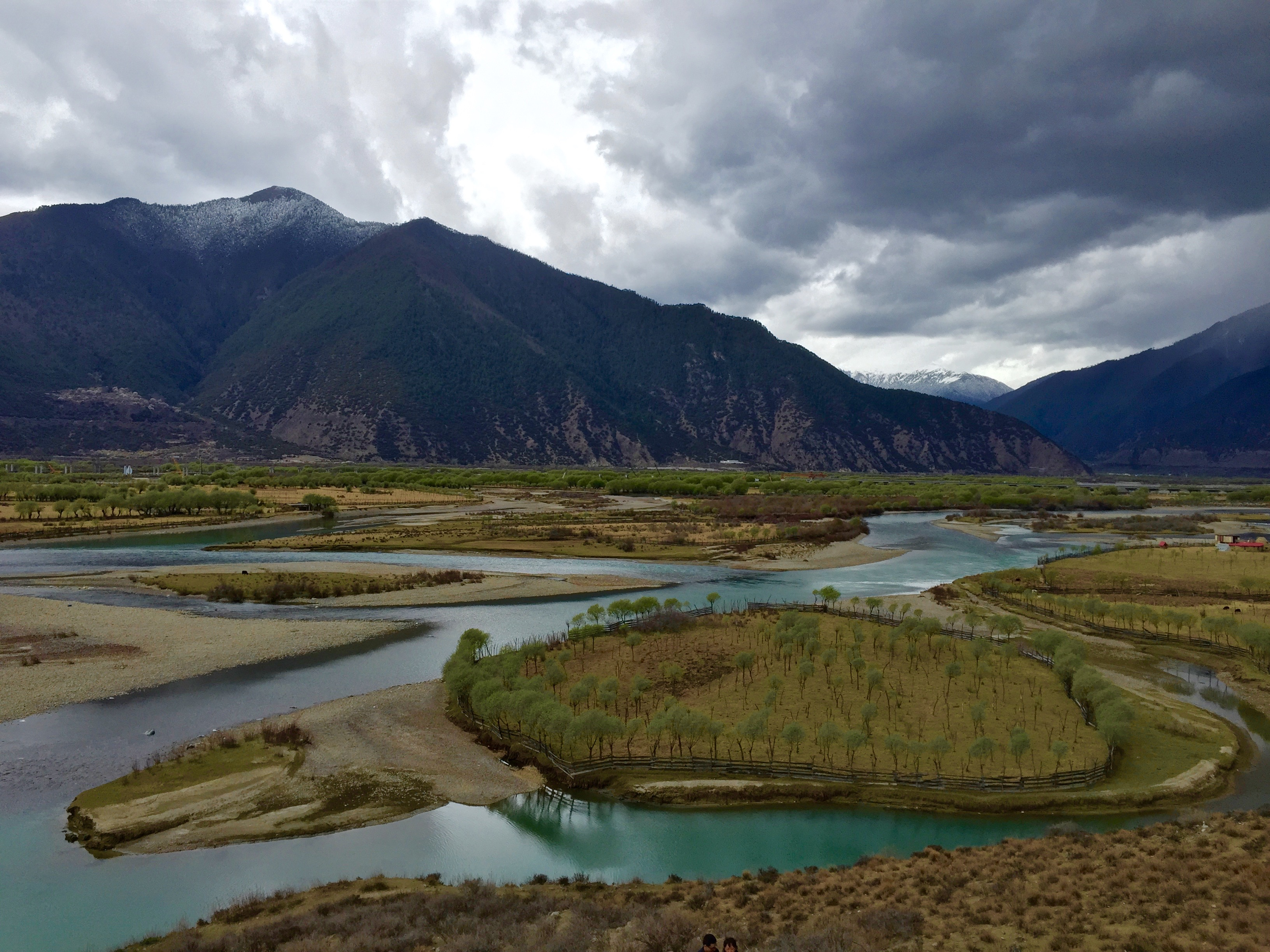
Ньянг-Чу
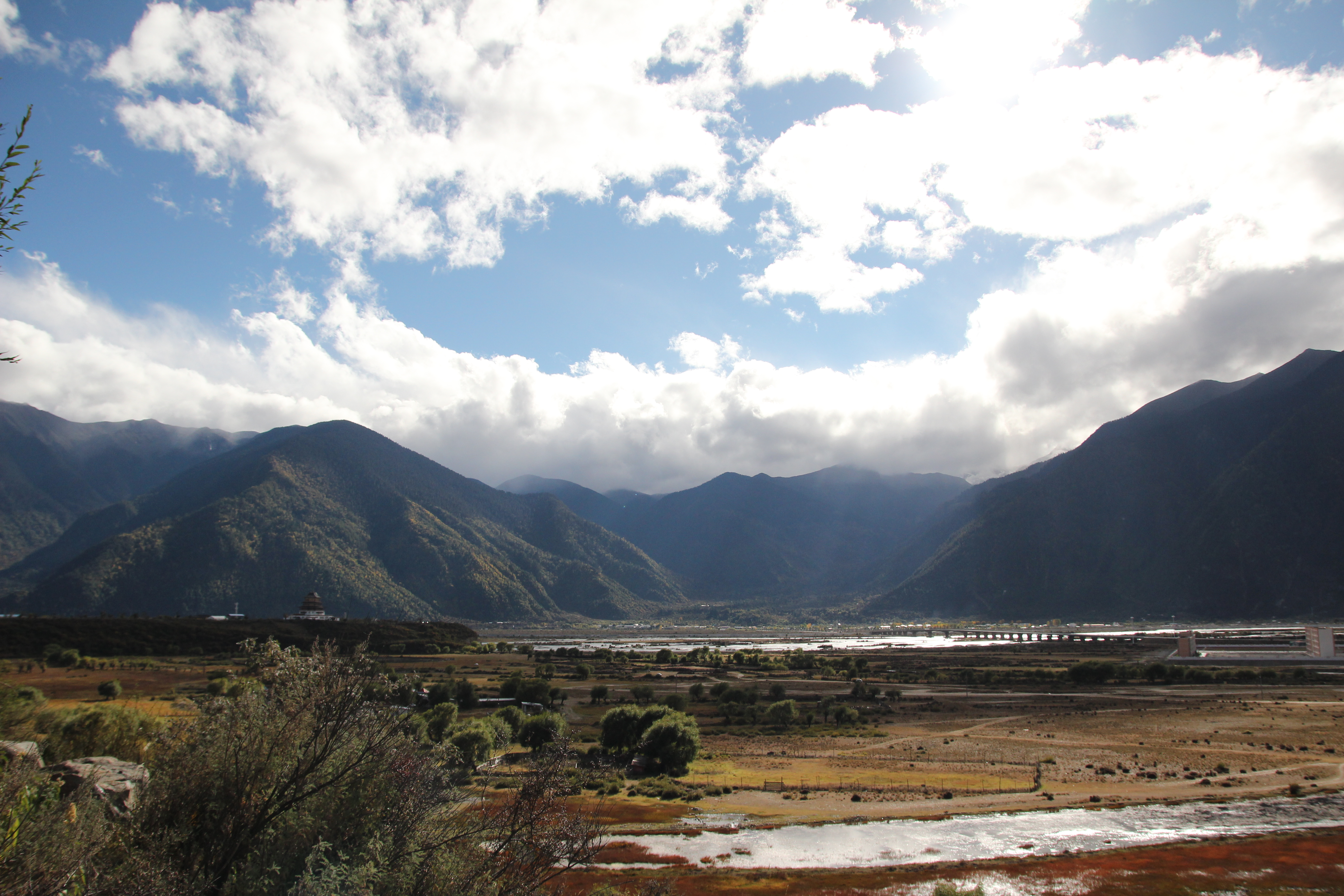
Ньянг-Чу
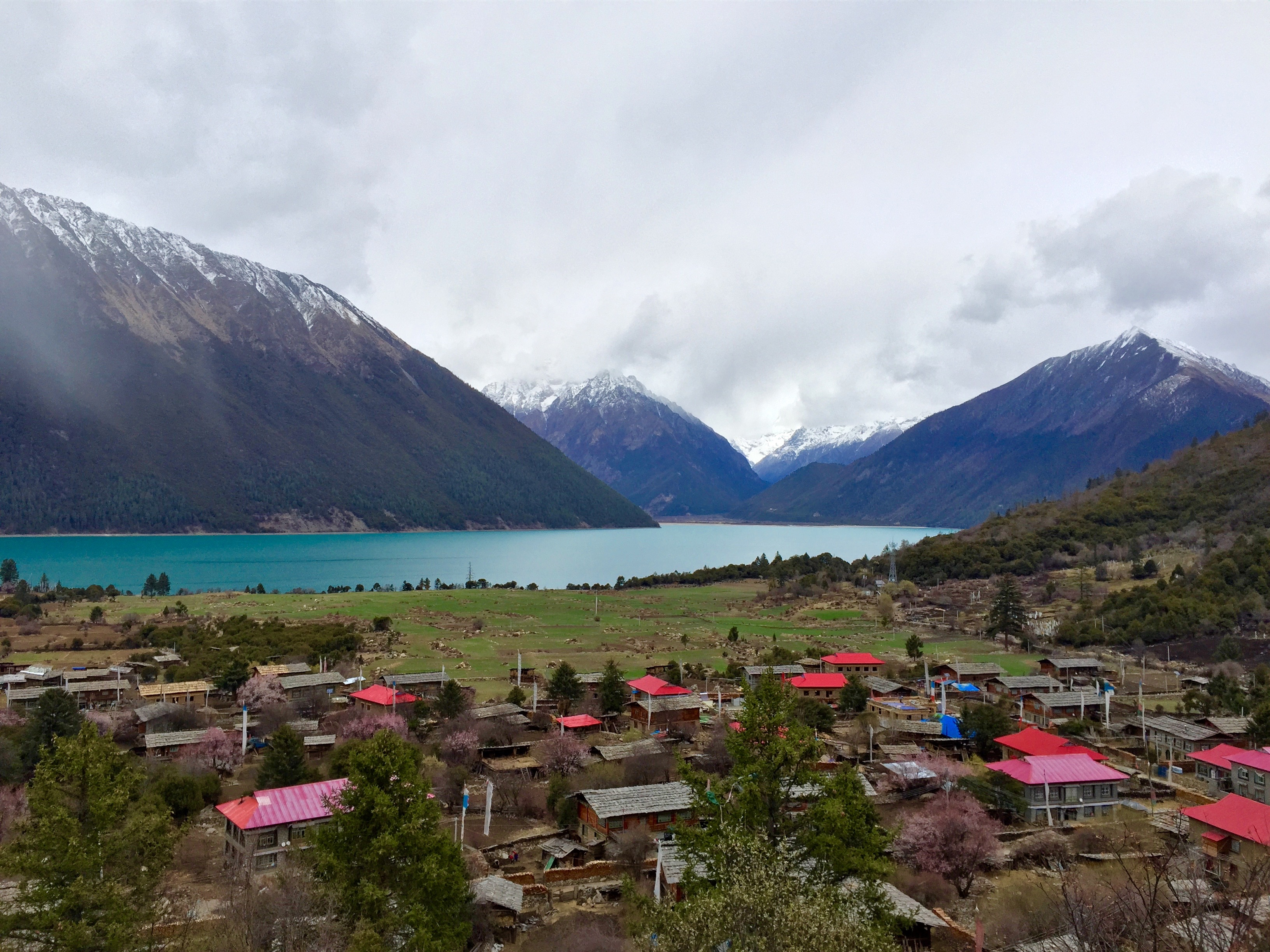
Озеро Басун
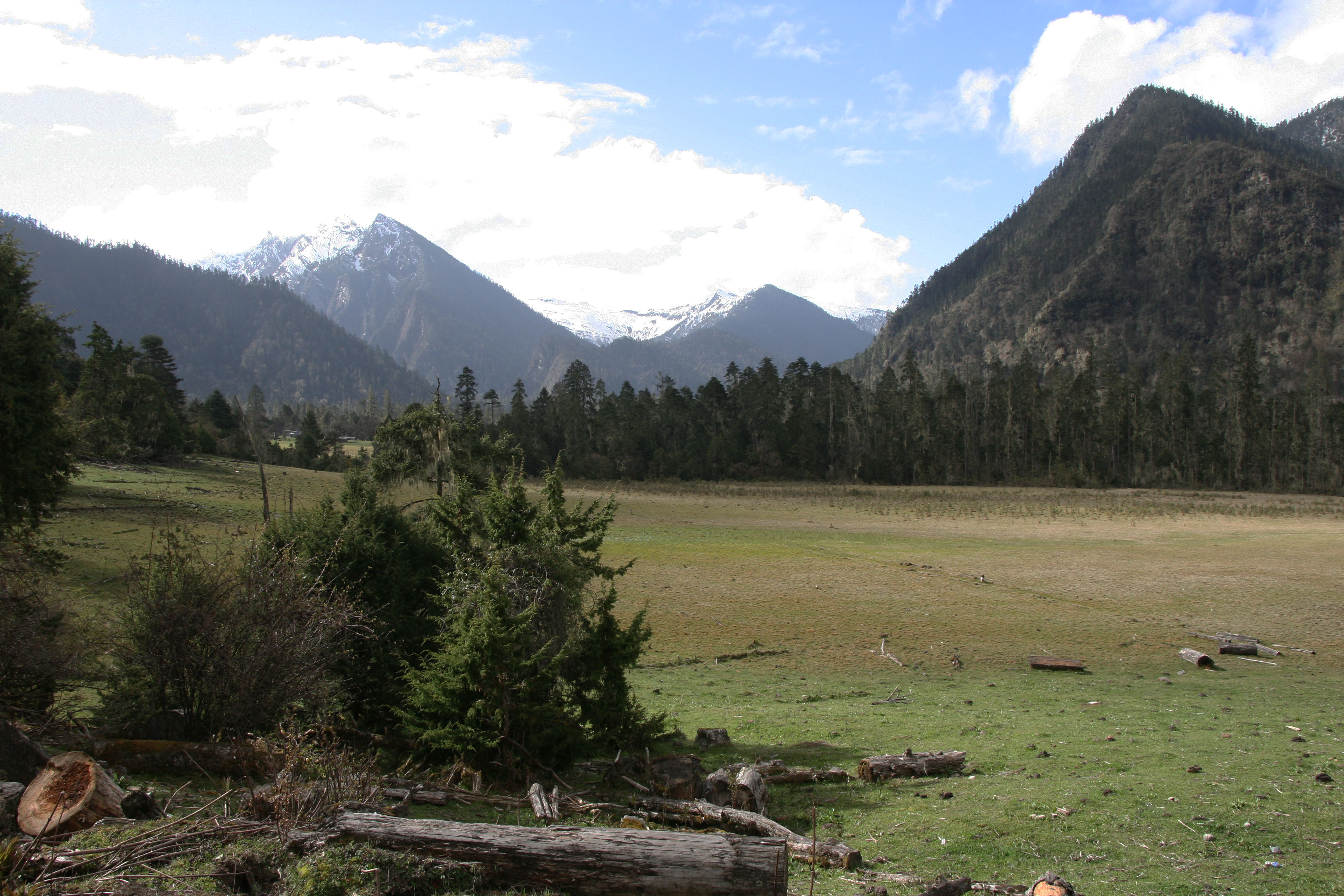
Горы

## История
Синьхайская революция в Китае в 1911 году изменила баланс сил в регионе, и Великобритания решила использовать ситуацию в своих интересах. В 1913 году британцы собрала конференцию в Шимле для обсуждения вопросов, связанных с Тибетом. На этой конференции Артур Генри Макмагон, представлявший Британскую Индию, выдвинул свои предложения по разделу Тибета на «внешнюю» (подконтрольную Китаю) и «внутреннюю» (автономную) области, и по проведению новой границы между Тибетом и Британской Индией. Представитель Китая отказался подписывать Симлскую конвенцию, и соглашение о границе было заключено только между Британской Индией и Тибетом (провозгласившим свою независимость от Пекина). Нуждаясь в международной поддержке, новообразованное тибетское правительство согласилось на то, чтобы границей стала «Линия Мак-Магона», прошедшая севернее прежней границы. Раздираемый гражданской войной Китай не имел возможности ни восстановить свою прежнюю власть в Лхасе, ни — тем более — военным путём отстоять свои права на отторгнутую от Тибета территорию.
В 1950 году китайская армия вошла в Тибет, после чего Индия официально заявила Китайской народной республике, что считает линию Мак-Магона действующей границей. Китай считал Симлскую конвенцию неравным договором, в одностороннем порядке навязанным Великобританией, и поэтому полагал, что Индия не имеет никаких прав на Южный Тибет.
В январе 1960 года китайскими властями было образовано Специальное управление Тагонг (塔工专署), в феврале переименованное в Специальный район Ньингчи (林芝专区). В октябре 1963 года Специальный район Ньингчи был расформирован. Уезд Бово был передан в состав Специального района Чамдо, уезд Лхари — в состав Специального района Нагчу, остальная территория вошла в состав городского округа Лхаса. В 1986 году был создан Округ Ньингчи. В 2006 году в округе открылся пассажирский аэропорт Ньингчи Мэнлинг. В 2015 году округ Ньингчи был преобразован в городской округ; при этом уезд Ньингчи был расформирован, а на его месте был образован район городского подчинения Баи.

## Население
В городах проживают ханьцы и тибетцы, в сельской местности преобладают тибетцы, встречаются деревни лоба. Тибетцы исповедуют тибетский буддизм и локальную религию бон.

## Административное деление
В состав городского округа входят 1 район и 6 уездов:
| Карта | Карта  | Карта        | Карта      | Карта              | Карта          | Карта                    | Карта            | Карта         | Карта                      |
| ----- | ------ | ------------ | ---------- | ------------------ | -------------- | ------------------------ | ---------------- | ------------- | -------------------------- |
|       |        |              |            |                    |                |                          |                  |               |                            |
| #     | Статус | Название     | Иероглифы  | Пиньинь            | Тибетский      | Вайли                    | Население (2003) | Площадь (км²) | Плотность населения (/км²) |
| 1     | Район  | Баи          | 巴宜区     | Bāyí qū            | བྲག་ཡིབ་གྲོང་ཆུས།   | brgyad gcig              | 30 000           | 8536          | 4                          |
| 2     | Уезд   | Гонгбогьямда | 工布江达县 | Gōngbùjiāngdá xiàn | ཀོང་པོ་རྒྱ་མདའ་རྫོང་ | kong po rgya mda' rdzong | 30 000           | 12 960        | 2                          |
| 3     | Уезд   | Мэнлинг      | 米林县     | Mǐlín xiàn         | སྨན་གླིང་རྫོང་      | sman gling rdzong        | 20 000           | 9507          | 2                          |
| 4     | Уезд   | Медог        | 墨脱县     | Mòtuō xiàn         | མེ་ཏོག་རྫོང་       | me tog rdzong            | 10 000           | 31 394        | 0                          |
| 5     | Уезд   | Бово         | 波密县     | Bōmì xiàn          | སྤོ་མེས་རྫོང་       | spo mes rdzong           | 30 000           | 16 770        | 2                          |
| 6     | Уезд   | Дзаю         | 察隅县     | Cháyú xiàn         | རྫ་ཡུལ་རྫོང་       | rdza yul rdzong          | 20 000           | 31 305        | 1                          |
| 7     | Уезд   | Нанг-Сянь    | 朗县       | Lǎng xiàn          | སྣང་རྫོང་         | snang rdzong             | 10 000           | 4114          | 2                          |

## Экономика

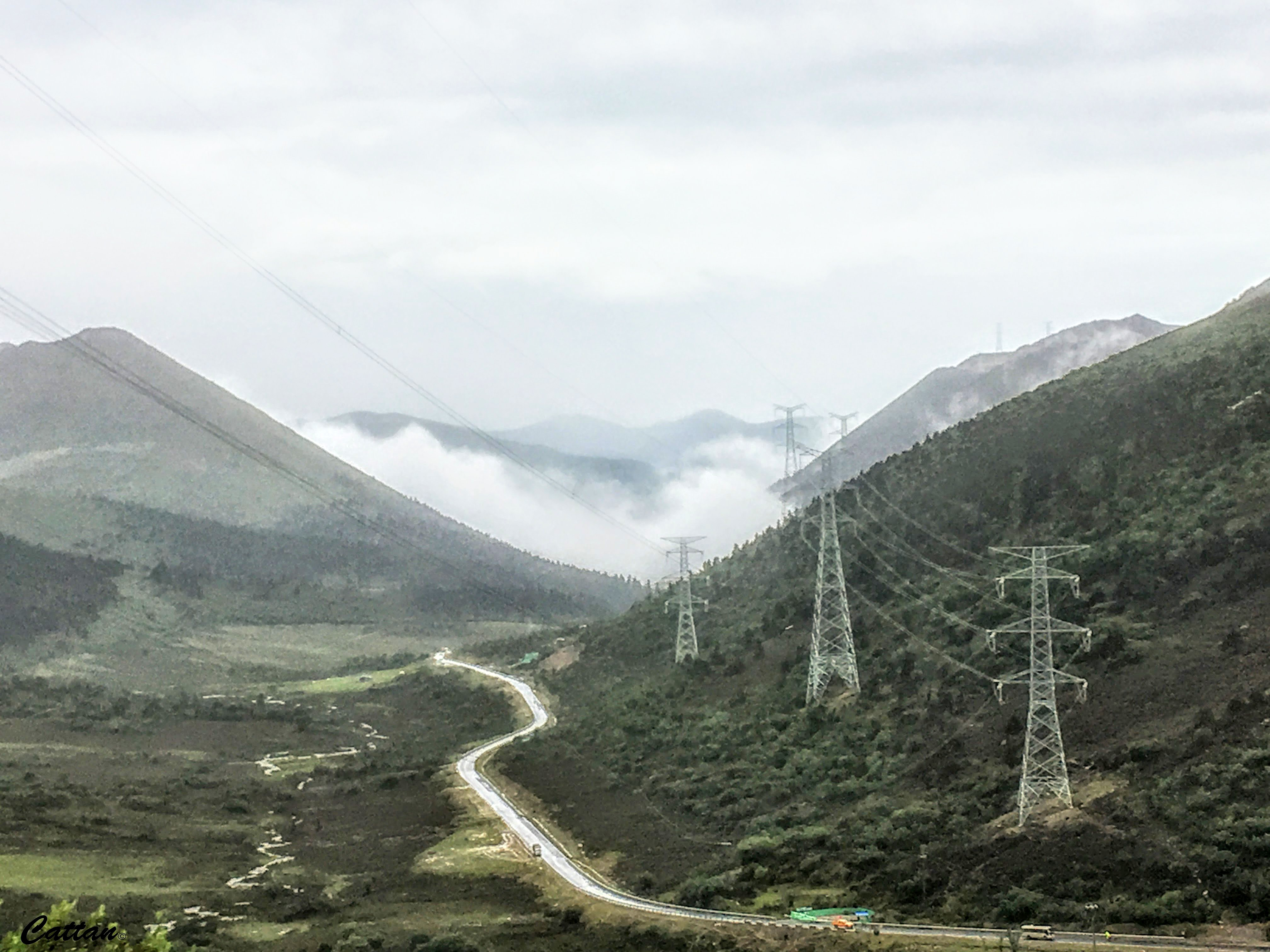
Дорога и линия электропередачи в Ньингчи

В округе активно развивается внутренний экологический туризм, особенно пешие прогулки, альпинизм и рафтинг. В 2020 году Ньингчи посетило 1,24 млн туристов, что на 15,3 % больше по сравнению с 2019 годом; в первом полугодии 2021 года — 5,03 млн туристов.
После открытия железной дороги Лхаса — Шаньнань — Ньингчи в округе стали активно развиваться промышленные предприятия, логистические и торговые центры, особенно в  промышленном парке «Юэлинь» и торгово-логистическом парке «Хуафа».

### Сельское хозяйство
В Ньингчи выращивают рис, арахис, яблоки, бананы, персики, апельсины и лимоны, собирают лечебные травы и грибы.

### Туризм
Популярной туристической локацией является озеро Басум-Цо.

### Энергетика
Ведётся строительство гидроузла Милинь на реке Ялуцангпо.

## Транспорт

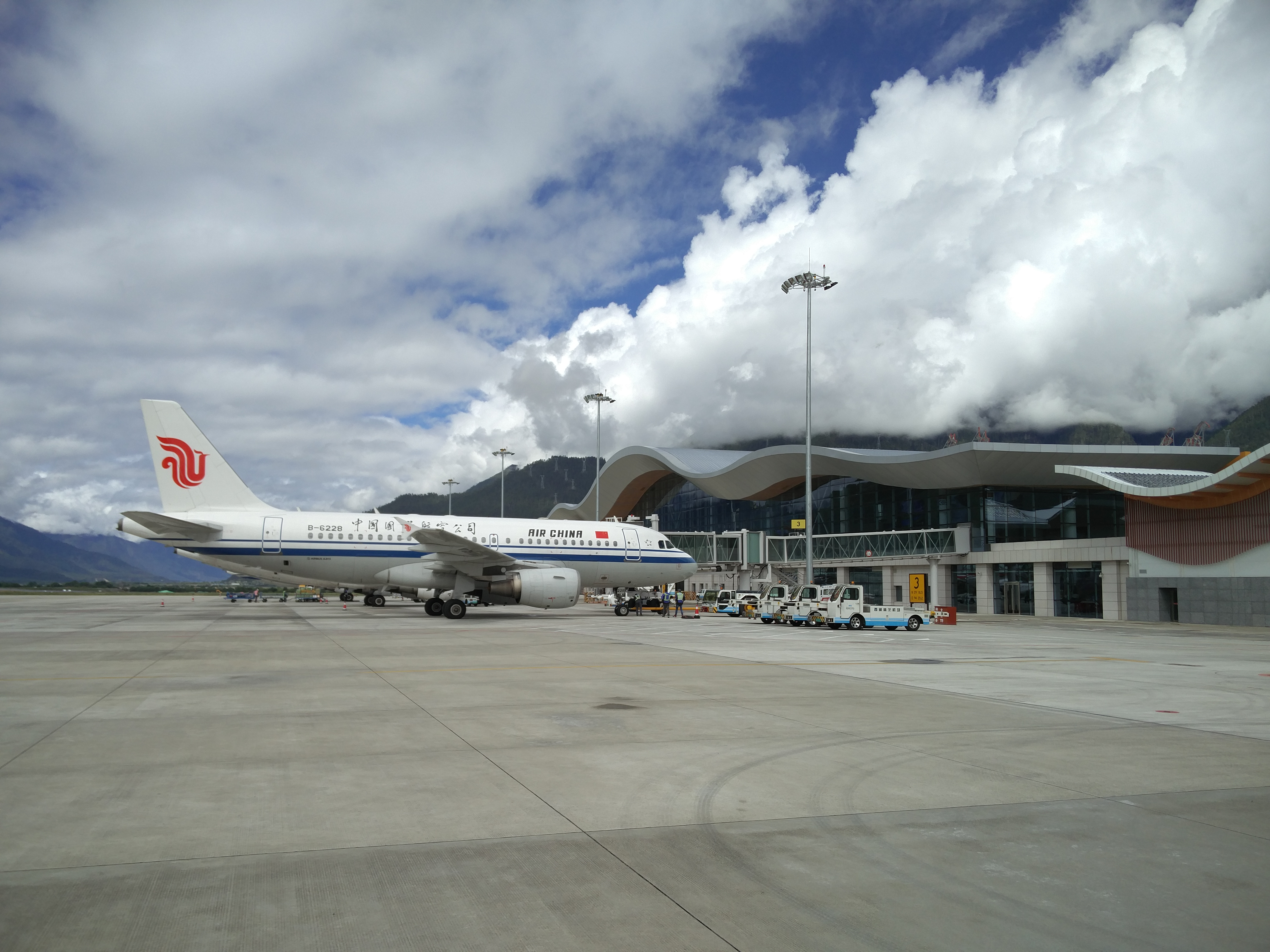
Аэропорт Ньингчи Мэнлинг

### Авиационный
В уезде Мэнлинг расположен аэропорт Ньингчи Мэнлинг, который обслуживает пассажирские, грузовые и военные самолёты. Основной трафик приходится на самолёты компаний Tibet Airlines, Sichuan Airlines, Chongqing Airlines, China Southern Airlines и Air China.
Из Ньингчи имеются регулярные рейсы в города Сичан, Чэнду, Чунцин, Гуанчжоу, Шэньчжэнь, Чжухай, Ланьчжоу и Сиань.

### Железнодорожный
В июне 2021 года введена в эксплуатацию 435-километровая электрифицированная скоростная железнодорожная линия Ньингчи — Лхаса. Проектная скорость движения по ней составляет 160 км/ч. В рамках строительства дороги было проложено 47 тоннелей и возведён 121 мост (тоннели и мосты составляют около 75 % от общей протяженности железной дороги).

### Автомобильный
В конце 2018 года было открыто 409-километровое шоссе Ньингчи — Лхаса, что сократило путь в столицу региона до пяти часов.

## Достопримечательности

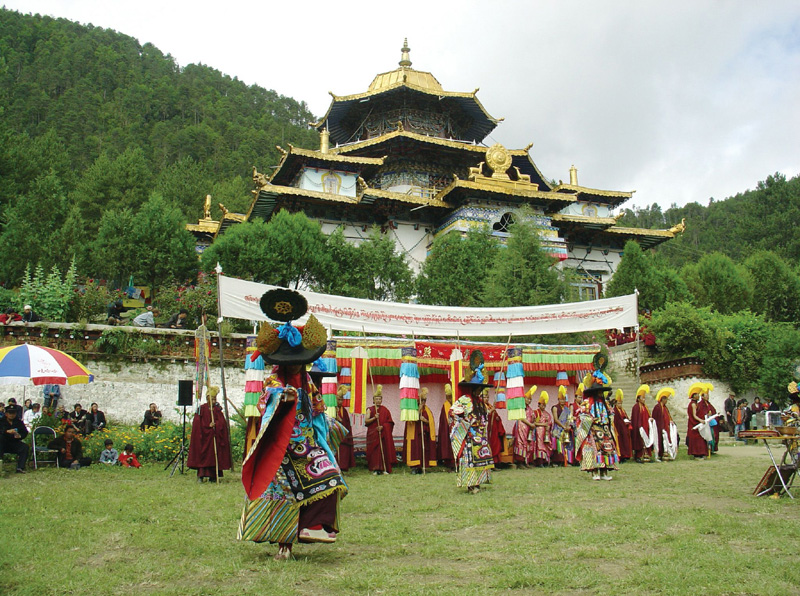
Монастырь Ламалин

В городском округе Ньингчи, в 28 км к югу от городка Баи находится буддийский монастырь Бучасергьи-Лаканг (или просто Буча). Он был основан в VII веке в правление царя Сонгцэн Гампо. Первоначально монастырь принадлежал к школе Ньингма, но в XIX веке отошёл школе Гелугпа.
В 30 км к югу от Баи расположен буддийский монастырь Ламалин, относящийся к школе Ньингма. В VII веке здесь был основан древний монастырь, разрушенный в 1930 году в результате сильного землетрясения. Вскоре ниже старого монастыря при участии Дуджома Ринпоче был построен небольшой храм, разрушенный в 1960-х годах. Нынешний монастырь Ламалин был восстановлен в 1989 году.
Большой популярностью у туристов пользуется участок автодорожной магистрали Лхаса — Ньингчи на мосту Добутэ в пределах города Ньингчи, который называют «самой красивой дорогой на воде».

## Галерея

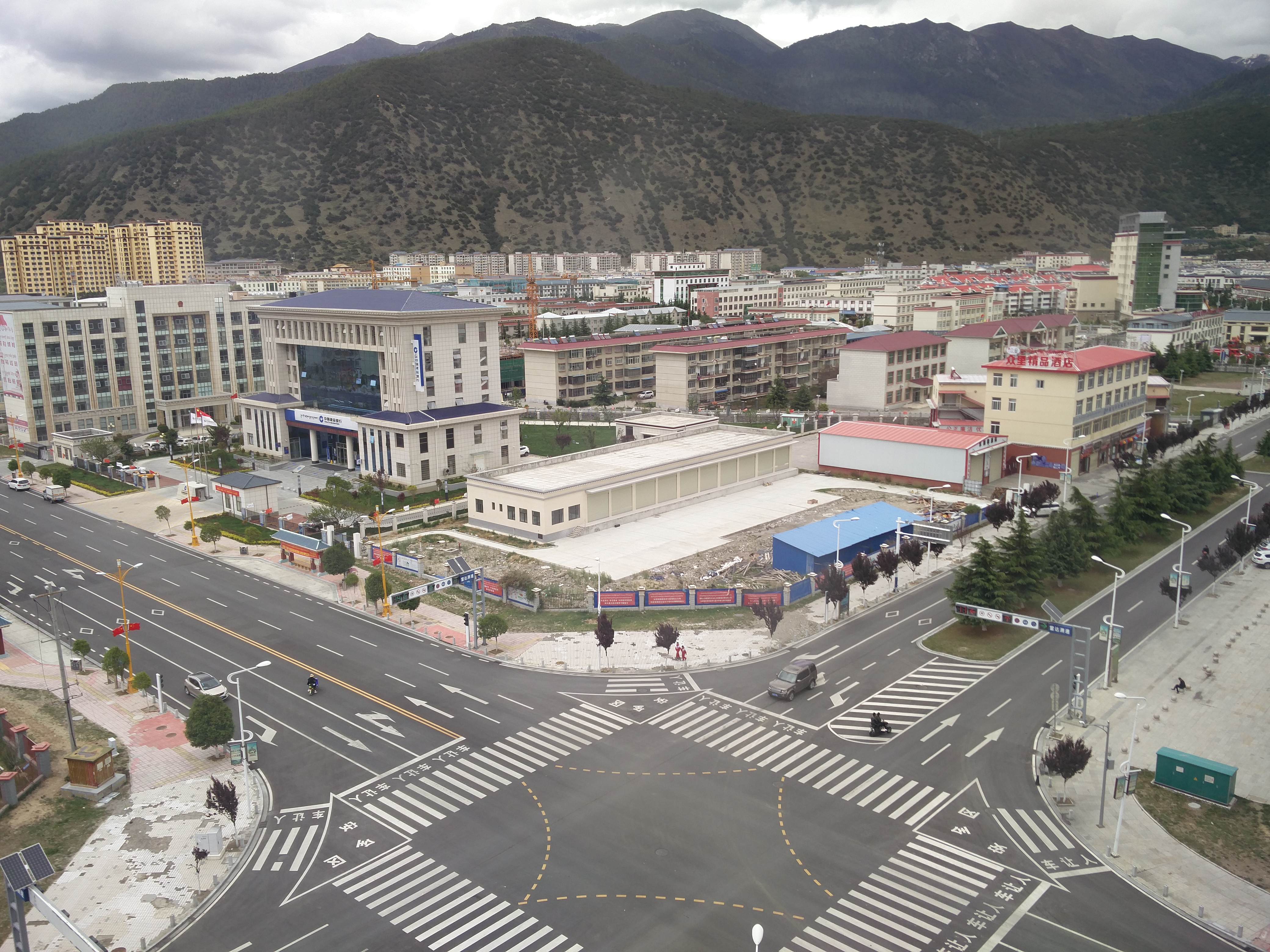
Баи
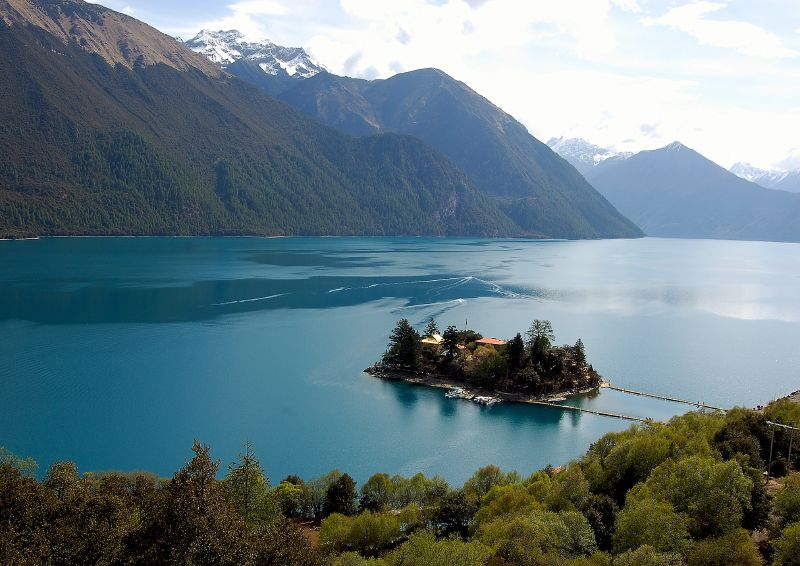
Монастырь на озере Басум